# Dunguddy
La tribu Dunguddy est une tribu aborigène habitant la vallée Macleay, située dans la Nouvelle Galles du Sud en Australie.

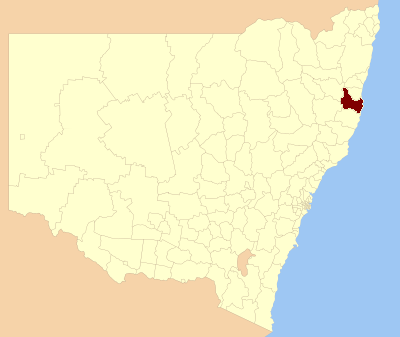
Localisation Kempsey

## Situation géographique
Dans cette vallée, près de la mer se situe la ville de Kempsey, et une rivière du même nom serpente entre des montagnes de faible altitude recouvertes de forêts pluviales ; la côte est bordée de belles plages de sable. Cette tribu possède un dialecte propre nommé Dunghutti lequel comporte plusieurs variantes. Elle réside dans cette vallée depuis environ 6000 ans. Au départ, les membres de la tribu Dunguddy étaient des chasseurs-cueilleurs ; on a d'ailleurs retrouvé des traces de leurs campements.

## Tribu Moderne
Aujourd'hui, la tribu a le désir de transmettre et de faire connaître sa culture aborigène et son mode de vie ; pour cela, elle présente à ses visiteurs et aux médias ses contes traditionnels, ses peintures, musiques, danses, ouvrages de couture, fabrications de canoës et recettes de cuisine, cela dans des parcs naturels aborigènes.

## Traditions culinaires
En ce qui concerne les traditions culinaires, ils mangent des racines de fougères, des patates douces, du poisson, des fruits, des wallabies, des serpents et lézards, des vers et des oiseaux.

## Croyances
Ils vouent un culte en particulier à deux dieux qui se nomment Ulidarra et Birrigum.